# 高木重保
高木 重保（たかぎ しげやす、1975年10月16日 - ）は、日本の元ラグビー選手。

## プロフィール
- 兵庫県出身[1]。
- ポジションはプロップ(PR)、フランカー(FL)。
- 身長 180cm、体重 110kg
- ニックネームはKAGI[2]
- 日本代表キャップは5。

## 来歴
1994年、報徳学園高校卒業後、龍谷大学に入る。
1998年、龍谷大学卒業後、ヤマハ発動機（現・ヤマハ発動機ジュビロ）に加入。
2012年、現役を引退した。